# فوجیوارا نو کوره‌تادا
فوجیوارا نو کوره‌تادا (به ژاپنی: 藤原伊尹 Fujiwara no Koretada)؛ ۹۲۴ – ۹ دسامبر ۹۷۲) شاعر اودایجین (وزیر راست)، کانپاکو و سشو در دوره هی‌آن اهل ژاپن بود.